# Darkoneta obscura
Espèce
Synonymes
- Archoleptoneta obscura Gertsch, 1974

Darkoneta obscura est une espèce d'araignées aranéomorphes de la famille des Archoleptonetidae.

## Distribution
Cette espèce est endémique du Chiapas au Mexique,. Elle se rencontre à Comitán de Domínguez dans la grotte Cueva del Tio Ticho.

## Description
La femelle holotype mesure 1,28 mm.

## Systématique et taxinomie
Cette espèce a été décrite sous le protonyme Archoleptoneta obscura par Gertsch en 1974. Elle est placée dans le genre Darkoneta par Ledford et Griswold en 2010.

## Publication originale
- Gertsch, 1974 : « The spider family Leptonetidae in North America. » The Journal of Arachnology, vol. 1, no 3, p. 145-203 (texte intégral).